# Joshil
Joshil är en ort i Mexiko.   Den ligger i kommunen Tumbalá och delstaten Chiapas, i den sydöstra delen av landet, 800 km öster om huvudstaden Mexico City. Joshil ligger 1 034 meter över havet och antalet invånare är 3 110.
Terrängen runt Joshil är kuperad norrut, men söderut är den bergig. Runt Joshil är det ganska tätbefolkat, med 67 invånare per kvadratkilometer. Närmaste större samhälle är Yajalón, 8,8 km söder om Joshil. I omgivningarna runt Joshil växer i huvudsak städsegrön lövskog.